# Anjani Putra
Anjani Putra è un film del 2017, diretto da A. Harsha, remake di Poojai. Con protagonisti Puneeth Rajkumar e Rashmika Mandanna.

## Colonna sonora
1. Ravi Basrur, Srinivas, Mohan – Anjani Putra – 2:33
2. Sachin Basrur – Magariya – 3:04
3. Vijay Prakash, Supriya Lohith – Geetha – 3:31
4. Puneeth Rajkumar, Chandan Shetty – 1234 Shille Hodi – 3:33
5. Ravi Basrur, Anuradha Bhat – Chanda Chanda – 3:19
6. Vijay Prakash – Saahukaaraa – 3:00